# Nsukka

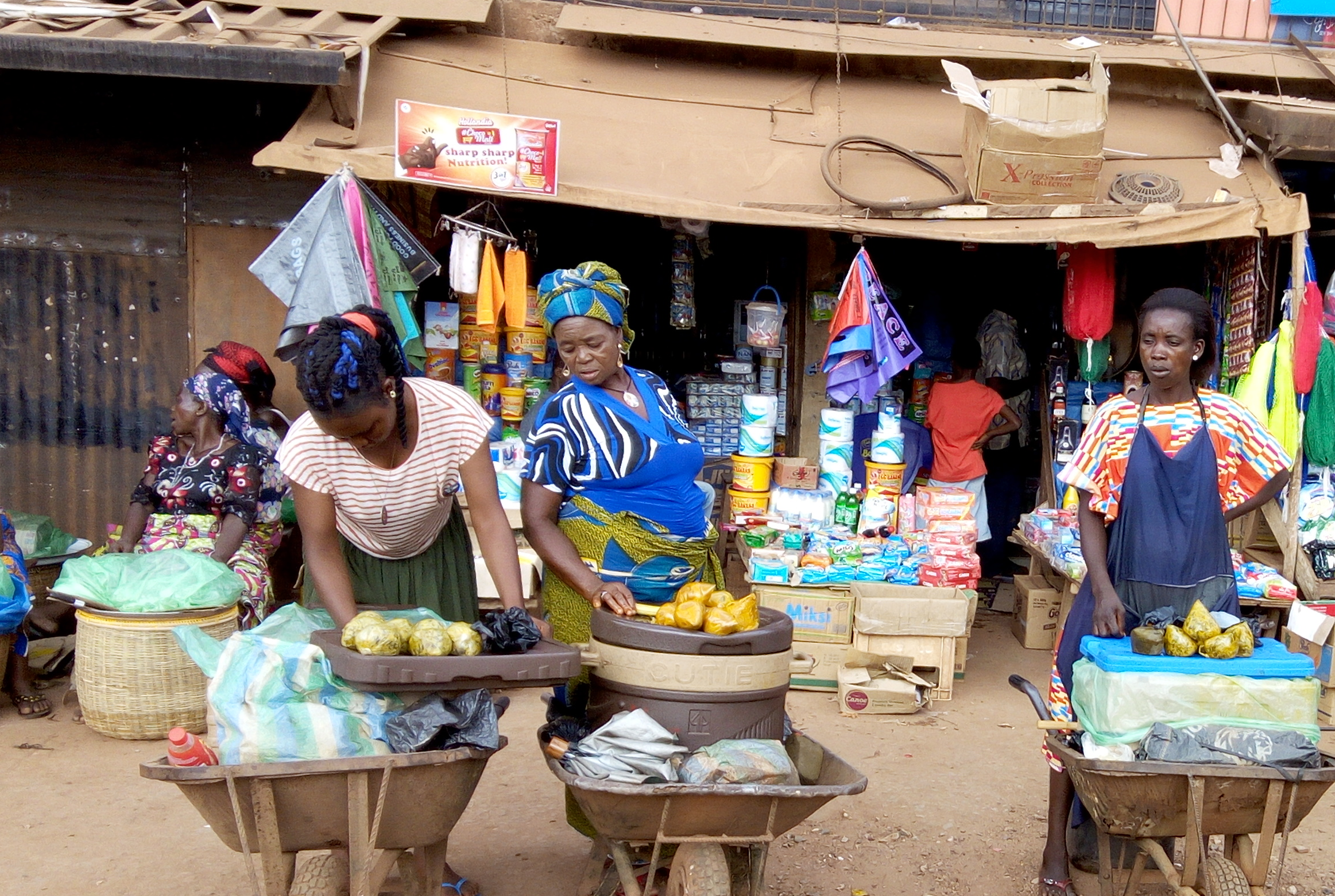
Mercato.

Nsukka è una città della Repubblica Federale della Nigeria appartenente allo Stato di Enugu. È capoluogo dell'omonima area a governo locale (local government area) che si estende su una superficie di 45 km² e conta una popolazione di 309.633 abitanti.